# Dominique Bonnet
Dominique Bonnet, né le 20 avril 1939 à Antigny en Vendée en France, est un père spiritain français, évêque émérite de Mouila (de)  au Gabon depuis 2013.

## Biographie
Le 8 septembre 1963, Dominique Bonnet prononce ses premiers vœux dans la congrégation du Saint-Esprit pour laquelle il est ordonné prêtre le 29 juin 1966.
Père spiritain, ses charges pastorales successives sont les suivantes : professeur au petit séminaire Saint-Kizito d’Oyem (1968-1970), curé à la paroisse du Sacré-Cœur de Bitam (1970-1976), responsable du noviciat spiritain en France de 1976 à 1980, curé de la paroisse Saint-Michel de Nkembo (1980-1988), responsable des Spiritains à la Maison Libermann, de 1988 à 1994, puis il est nommé, en 1995, administrateur apostolique du diocèse de Mouila (suffragant de l'Archidiocèse de Libreville) au Gabon.
Le 8 novembre 1996, le pape Jean-Paul II le nomme évêque de Mouila. Il est consacré le 11 janvier 1997 par le cardinal Jozef Tomko alors préfet de la Congrégation pour l'évangélisation des peuples, assisté de André Anguilé, archevêque de Libreville et de Basile Mvé Engon, évêque d'Oyem (de).
Il se retire le 19 janvier 2013 pour raison d'âge.